# Dream League Soccer
Dream League Soccer (DLS) est une série de jeux vidéo de football d'association développée par les studios X2 Games et First Touch Games et conçue pour Android et iOS.
Sorti initialement le 6 mai 2011 sous le nom de First Touch Soccer, le jeu a donné naissance à deux éditions, à savoir FTS14 et FTS15, après quoi le jeu a été rebaptisé Dream League Soccer.

## Gameplay
DLS propose à la fois un mode carrière et un mode en ligne où les joueurs peuvent disputer des matchs pour gagner la promotion vers des divisions et des niveaux supérieurs dans les deux modes respectivement, ainsi qu'un mode exhibition hors ligne où les joueurs peuvent disputer des matchs ponctuels contre des équipes réelles contrôlées par l'IA. Un mode multijoueur local est également disponible, dans lequel les joueurs peuvent disputer des matchs 1v1 avec leurs amis. L'objectif principal de DLS24 est d'acheter de bons joueurs et de renforcer votre équipe pour affronter les meilleures équipes du monde DLS.

## Suites
Bien qu'ayant initialement lancé le jeu sous le nom de First Touch Soccer, FTG a supprimé le titre First Touch Soccer et l'a remplacé par la série DLS. Le jeu a plusieurs suites, avec une nouvelle édition qui sort chaque année.
La dernière suite est DLS24 avec, comme icônes de jeu, Rodrygo et Kevin de Bruyne.

## Réception
Le jeu, avec Gary Bloom (en) comme principal commentateur, a une note de 90 % sur Metacritic, sur la base de 8 critiques.
AppSmile a déclaré « La valeur de relecture est exceptionnelle, car il y a beaucoup de modes pour vous occuper et un mode multijoueur pour trouver une concurrence humaine lorsque l'IA ne coupe pas ». AppSpy a déclaré « Il pousse le genre du football un peu plus loin sur l'App Store et même s'il n'a pas exactement les mêmes caractéristiques que les titres sur console, il compense en étant un concurrent de haut niveau sur le terrain lui-même ». PocketGamerUK a écrit : « Avec un air de professionnalisme, le jeu offre une expérience de football consommée, représentant un nouveau point culminant pour le genre sur iPhone ». AppGamer a dit : « Je pense que c'est facilement la meilleure application de football/soccer que vous pouvez obtenir en ce moment ». Multiplayer.it a écrit : « Ce jeu est la suite de X2 Football 10/11 avec de meilleurs graphismes, un meilleur framerate (uniquement sur les appareils iOS de nouvelle génération) et une qualité générale accrue ; à 0,79 €/0,99 $, c'est un achat indispensable pour les fans de football ». Tap! (en) a écrit : « La vraie joie ici est le gameplay fluide. Le jeu se contrôle simplement avec un stick analogique pour les mouvements et trois boutons pour les activités offensives et défensives. Vous pouvez également appuyer deux fois sur le côté droit de l'écran pour effectuer des mouvements spéciaux en fonction du contexte ». Level7.nu a déclaré que le jeu était « un jeu très ambitieux avec beaucoup de contenu et une excellente jouabilité ».